# محمد الناصر (سياسي)
محمد الناصر (21 مارس 1934)، سياسي تونسي شغل منصب الرئيس المؤقت للجمهورية التونسية خلال عام 2019 م بعد وفاة الرئيس الأسبق الباجي قايد السبسي، فيما نصب سابقا رئيساً لمجلس النواب التونسي منذ 4 ديسمبر 2014 إلى 25 يوليو 2019، وشغل وزارة الشؤون الاجتماعية أكثر من مرة في عهد الرئيس الراحل الحبيب بورقيبة، وشغل نفس المنصب في حكومة الباجي قائد السبسي في فبراير 2011. وُلد الناصر في مدينة الجم التونسية عام 1934، التابعة لولاية المهدية وهو متزوج وأب لأربعة أبناء.
وقد تلقى السيّد محمد الناصر  تعليمه الابتدائي بالمدرسة الابتدائية بمسقط رأسه بالجم والثانوي بالمدرسة الصادقية، وحصل على الإجازة في الحقوق من معهد الدراسات العليا في القانون بتونس عام 1956، وهو مرسم بجدول المحاماة منذ 1978. ثم حصل على الدكتوراه في القانون الاجتماعي عام 1976 من جامعة السوربون جامعة باريس.

## رئيسًا لمجلس النواب التونسي
في الانتخابات التشريعية التونسية، فاز حزب نداء تونس بأغلبية المقاعد في البرلمان (86 مقعدًا)، ترشح السيد محمد الناصر لعضوية مجلس نواب الشعب عن حزب نداء تونس دائرة المهدية، وفي 4 ديسمبر 2014، انتخب مجلس نواب الشعب التونسي الناصر رئيسًا للمجلس، بعد حصوله على 176 صوت، من أصل 214 حاضرين (217 عدد أعضاء البرلمان)، واُنتخب عبد الفتاح مورو القيادي بحركة النهضة نائبًا أول لرئيس المجلس، وفوزية بن فضة الشعار عن الاتحاد الوطني الحر نائبًا ثانيًا لرئيس المجلس.

## مناصبه في الدولة
يٌعتبر السيد محمد الناصر مهندس النظام الاجتماعي التونسي؛ حيث شغل منصب وزارة الشؤون الاجتماعية لأول مرة عام 1974 في وزارة الهادي نويرة، ثم شغل نفس المنصب منذ 1979 وحتى 1985 في وزارة محمد مزالي.
وبالإضافة لعمله كوزير للشؤون الاجتماعية التونسي؛ فقد شغل عدة مناصب أخرى منها:
- رئيس البعثة الدائمة لتونس لدى الأمم المتحدة (1991-1996).
- منسق الميثاق العالمي للأمم المتحدة بتونس (2005).
- رئيس معهد الاستشارات الاجتماعية بتونس.[5]

تحمّل السيّد محمّد الناصر عدة مسؤوليات في الدولة حيث شغل قبل انتخابه لعضوية البرلمان خطة وزير للشؤون الاجتماعية بعد الثورة في جانفي 2011 في حكومة محمد الغنوشي ثم في نفس الخطة في حكومة الباجي قائد السبسي إلى غاية ديسمبر 2011.
وقد تولى سابقاً وزارة الشؤون الاجتماعية في حكومة الهادي نويرة بين  1974-1977 ثم استقال منها في ديسمبر 1977 مع مجموعة من الوزراء إثر توقف الحوار الاجتماعي وتأزّم العلاقات بين الحكومة والحزب من جهة والاتحاد العام التونسي للشغل من جهة أخرى وقد أدّت  هذه الأزمة إلى الإضراب العام في 26 جانفي 1978 والإعلان عن حالة الطوارئ ومحاكمة أعضاء الاتحاد العام التونسي للشغل.
في نوفمبر 1979، استجاب السيّد محمّد الناصر إلى دعوة الرئيس الحبيب بورقيبة للعودة إلى وزارة الشؤون الاجتماعية لاستئناف الحوار الاجتماعي واستعادة العلاقات مع الاتحاد العام التونسي للشغل ومواصلة تنفيذ السياسة التعاقدية.
وواصل مسؤولياته على رأس وزارة الشؤون الاجتماعية منذ ذلك التاريخ إلى نوفمبر 1985 حيث أعفي منها غداة اندلاع الأزمة السياسية الثانية بين الحكومة والاتحاد العام التونسي للشغل وعيّن إثر ذلك رئيساً للمجلس الاقتصادي والاجتماعي من ديسمبر  1985 إلى غاية جوان 1991، حيث سمّي سفيراً ممثلاً لتونس لدى المنظمات الدولية بجنيف إلى أوت 1996.
قبل ذلك تدرج السيّد محمّد الناصر في المسؤوليات صلب الدولة حيث عمل رئيساً لديوان وزير الصحة والشؤون الاجتماعية 1961-1964 ثم مديراً للشغل 1965-1967 ثم رئيساً مديراً عاماً للدّيوان الوطني للتكوين المهني والتشغيل والهجرة 1967-1972  ثم والياً بسوسة 1972-1973.

### المسؤوليات النيابية الوطنية والمحلية
انتخب السيّد محمّد الناصر عضواً بمجلس نواب الشعب للمدة النيابية 2014-2019 وانتخب سابقا في مدتيّن نيابيتين بمجلس الأمة 1974-1979 و1981-1986. كما انتخب لرئاسة بلدية الجم ولاية المهدية لستة دورات بين 1963-1966 وبين 1966-1969 وبين 1969-1972 وبين 1972-1974 وبين 1975-1980 وبين 1985-1990.  

### المسؤوليات الدولية
قبل تعيينه على رأس البعثة التونسية بجنيف تحمّل السيّد محمّد الناصر عدة مسؤوليات دولية حيث مثّل تونس في عدة منظمات دوليّة، وتحمّل فيها مسؤوليات منها بالخصوص رئاسة لجنة التنمية الاجتماعية بنيويورك 1965 ورئاسة المؤتمر الدولي للتشغيل بجنيف 1976 ورئاسة المؤتمر الدولي للشغل بجنيف 1985 ورئاسة اللجنة الدولية لحقوق الإنسان بجنيف 1993.

## الأوسمة
قلّد السيّد محمّد الناصر الأوسمة الوطنية التالية:
- الصنف الأكبر من وسام الاستقلال
- الصنف الأكبر من وسام الجمهورية.

وعلى المستوى الدولي فقد قلّد الأوسمة التالية:
1. الصنف الأكبر من الوسام الوطني البلجيكي (Ordre de Léopold)
2. الصنف الأكبر من الوسام الوطني الهولاندي (Ordre d'Orange-Nassau)
3. الصنف الأكبر من الوسام الوطني للكسمبورغ
4. الصنف الأول من وسام الاستحقاق الوطني الفرنسي.
5. الصنف الثاني من وسام الاستحقاق الوطني الألماني
6. الصنف الثاني من وسام الاستحقاق الوطني البريطاني (Knight Commander of British Empire).

## النشاط السياسي والجمعياتي
بعد تشكيل حزب نداء تونس في 2012، انضم محمد الناصر في فبراير 2014 رسميًا للحزب، وعُين نائباً لرئيس الحزب؛ الباجي قائد السبسي.
تولى السيّد محمّد الناصر خطة نائب رئيس حزب حركة نداء تونس منذ 9 فيفري 2014 ثم تولى رئاسة الحركة من 31 ديسمبر 2014 إلى 30 نوفمبر 2015 .
شارك السيّد محمّد الناصر سابقا في نشاط الحزب الحرّ الدّستوري وتحمّل مسؤوليات قيادية في هياكله القاعدية والجهوية والوطنية من بينها كاتب عام شعبة الطلبة بمعهد الدراسات العليا 1955 ثم رئيس شعبة الجم الدستورية 1960-1980 ثم عضو لجنة التنسيق بسوسة 1964-1968 وبتونس 1968-1972 ثم عضو اللجنة المركزية 1974 ثم عضو الديوان السياسي 1980-1985.
إلى جانب نشاطه السياسي، شارك السيّد محمّد الناصر بفاعلية في تنمية قوى المجتمع المدني من منظمات وجمعيات حيث أسّس سنة 1985 الجمعية التونسية للقانون الاجتماعي وأسّس المعهد التونسي للتدقيق الاجتماعي 2000 والمعهد التونسي لتطوير المسؤولية المجتمعية للمؤسسات 2012 والمجلّة التونسية للقانون الاجتماعي والعلاقات المهنية 1985.
كما ساهم السيّد محمّد الناصر في نشاط المنظمات الشبابية والطلابية فاضافة إلى الشبيبة المدرسية والكشّافة التونسية بالجم، تولّى خطة كاتب عام لجامعة الطلبة بتونس 1955 ثم عضو المكتب التنفيذي للاتحاد العام لطلبة تونس 1958-1959.

### رئاسته للبلاد
بعد ساعات من إعلان رئاسة الجمهورية التونسية وفاة الرئيس التونسي الباجي قائد السبسي يوم 25 يوليو 2019، أدّى رئيس البرلمان محمد الناصر اليمين الدستورية رئيسا للبلاد، بمقر البرلمان وذلك بعد إعلانه إقرار الشغور النهائي في منصب رئيس الجمهورية وأن ذلك تمّ وفقا للإجراءات الدستورية.
وفي 23 أكتوبر 2019، سلم الناصر السلطة رسميا للرئيس المنتخب قيس سعيد.